# Ferrari 348

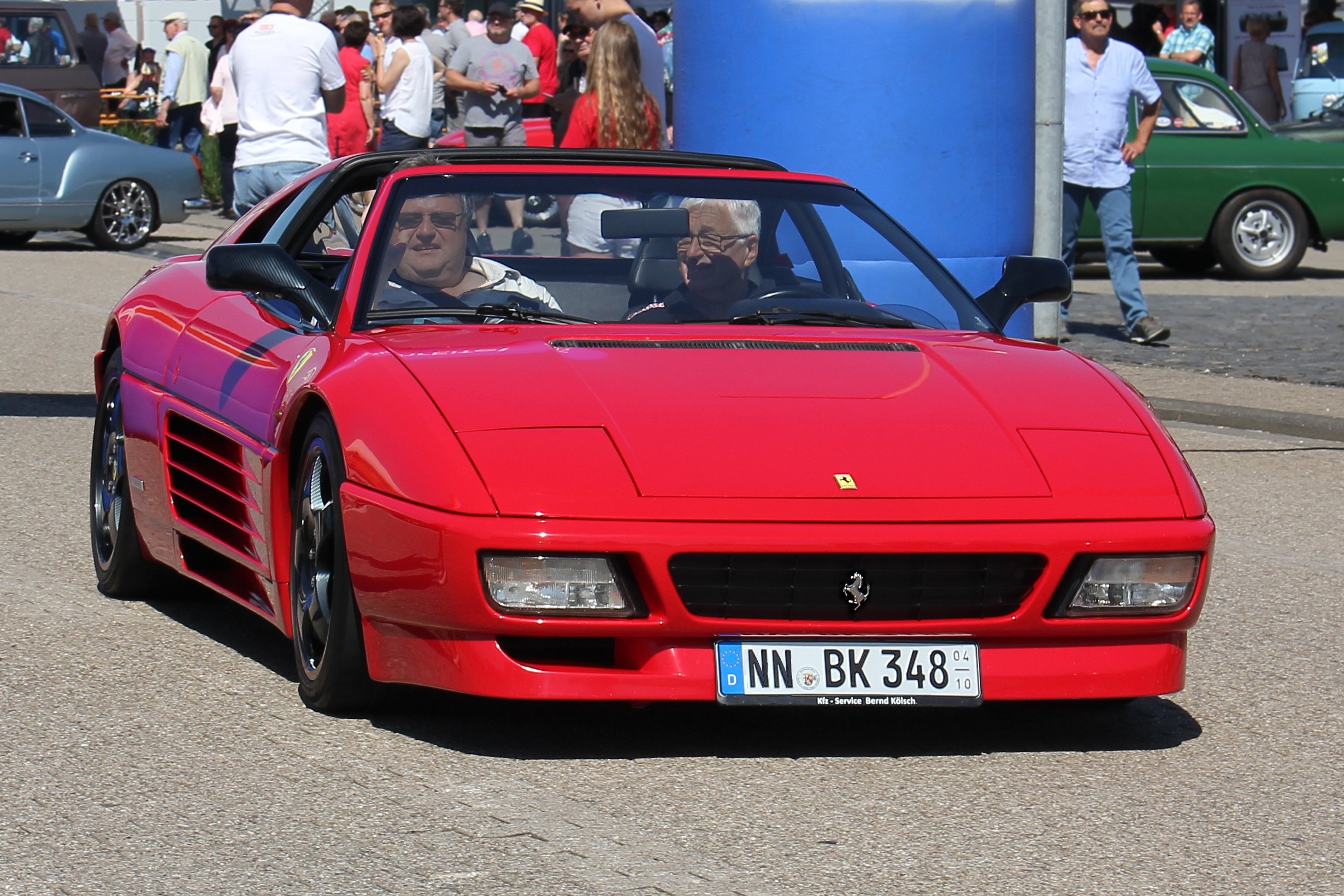
Ferrari 348 TS, Baujahr 1992

Der Ferrari 348 ist ein von 1989 bis 1995 gebauter Sportwagen des italienischen Herstellers Ferrari. Er wurde zunächst als 348 TB Berlinetta- und als 348 TS Targa-Version angeboten, später auch als Spider. Angetrieben wurde er von dem neu entwickelten 3,4-Liter-V8-Motor aus dem wenige Monate zuvor vorgestellten Ferrari Mondial. Der Ferrari 348 war das Nachfolgemodell des 328.

## Entwicklungsgeschichte
Die Form des von Pininfarina entworfenen 348 orientierte sich stark am Testarossa. Die Rückleuchten sind mit einer schwarzen Gitterabdeckung versehen und für die Belüftung des Mittelmotors sorgen große Lufteinlässe in den Türen, auch hier sitzt je ein Ventilator hinter den Einlässen, die die Luft in den Motorraum weiterleiteten.
Der 348 hat eine um 4 cm breitere Spur und einen 11 cm längeren Radstand als der 308 GTB und eine selbsttragende Karosserie. Daher ist der Wagen geräumiger und steifer als der 328 mit Gitterrahmen. Der längs eingebaute V8, der zum ersten Mal 1973 im Dino 308 GT4 – dort als Quereinbau – eingesetzt worden war, sowie das hinter dem Differential sitzende Getriebe, verbessern die Handhabung. Das Getriebe ist wie im Mondial T nach der Modellpflege von 1989 und im Formel-1-Fahrzeug 312T der 1970er-Jahre quer eingebaut, worauf der Buchstabe T (Trasversale) in der Typenbezeichnung verweist. Mit einem Hubraum von 3,4 Litern erreicht der 348 eine Höchstgeschwindigkeit von 278 km/h. Das maximale Drehmoment des überarbeiteten V8 von 317 Nm wird bei 4200/min erreicht. Zur Serienausstattung gehören Zentralverriegelung, Ledersitze, elektrische Fensterheber, ABS und ein Fünfgang-Schaltgetriebe. Jedoch gab es Beschwerden über die Sitzqualität, das Fahrgefühl und die Geräuschentwicklung.
Der Ferrari 348 Spider wurde 1993 gleichzeitig auf dem Genfer Auto-Salon und auf dem Rodeo Drive in Los Angeles vorgestellt. Die Veränderungen gegenüber dem 348 TB/TS sind: Lackierung in Wagenfarbe bis zur Unterkante des Fahrzeugs, neu gerahmter Frontgrill mit Cavallino Rampante, 15 kW (20 PS) Mehrleistung durch Veränderungen an den Kolben und Ventilen sowie am Ansaugtrakt. Ein verändertes Steuergerät mit neuen Steuerzeiten und eine veränderte Auspuffanlage. Außerdem wurde das Fahrwerk erneut modifiziert. Hinzu kommen Änderungen im Innenraum u. a. veränderte Sitze. Ein halbes Jahr später erhielten auch die beiden Basismodelle diese Veränderungen und hießen von nun an GTB und GTS.
Zusammen mit Michelotto entwickelte Ferrari 1994 eine kleine Serie leistungsgesteigerter 348-GTC-Modelle (268 kW (364 PS) bis 370 kW (503 PS)). Einige dieser 348 GT Competizione Rennversionen wurden in Europa auch für die Straße zugelassen. Bei den Modellen vom Typ 348 GTC bestehen Komponenten an Front- und Heckstossfängern, Sitzen, Türverkleidungen aus kohlenstofffaserverstärktem Kunststoff. Die Le-Mans-Rennmodelle haben F40-Antriebswellen.
Über die insgesamt produzierte Stückzahl des Spiders gibt es unterschiedliche Angaben. Sie liegt bei ungefähr 1100 Exemplaren. Die Hälfte davon gingen in die USA. Produktionszeitraum: 1993 bis 1995.
Die 348 Reihe war in den 1990er-Jahren das „Volumenmodell“ von Ferrari, mit einem geplanten Absatz von 2500 Exemplaren im Jahr. 1994 wurde der 348 durch den 355 ersetzt.

## Technische Daten
|                              | Ferrari 348 TB/TS                                  | Ferrari 348 GTB/GTS                                | Ferrari 348 Spider                                 |
| ---------------------------- | -------------------------------------------------- | -------------------------------------------------- | -------------------------------------------------- |
| Bauzeit                      | 1989–1993                                          | 1993–1994                                          | 1993–1995                                          |
| Motortyp                     | 8-Zylinder-Mittelmotor, V90°, 2 × DOHC, 32 Ventile | 8-Zylinder-Mittelmotor, V90°, 2 × DOHC, 32 Ventile | 8-Zylinder-Mittelmotor, V90°, 2 × DOHC, 32 Ventile |
| Bohrung × Hub (mm)           | 85 × 75                                            | 85 × 75                                            | 85 × 75                                            |
| Hubraum (cm³)                | 3405                                               | 3405                                               | 3405                                               |
| Leistung kW (PS) bei 1/min   | 217 (295) bei 7200 (mit kat.) 220 (300) bei 7200   | 235 (320) bei 7200                                 | 235 (320) bei 7800                                 |
| Drehmoment Nm bei 1/min      | 304 bei 4000                                       | 317 bei 4200                                       | 324 bei 4200                                       |
| Kraftübertragung             | Fünfgang-Schaltgetriebe, Hinterradantrieb          | Fünfgang-Schaltgetriebe, Hinterradantrieb          | Fünfgang-Schaltgetriebe, Hinterradantrieb          |
| Beschleunigung 0–100 km/h    | 6,3 s                                              | 5,6 s                                              | 5,6 s                                              |
| Höchstgeschwindigkeit (km/h) | 275                                                | 277                                                | 275                                                |
| Leergewicht (kg)             | 1494                                               | 1440                                               | 1460                                               |
| Tankinhalt (Liter)           | 95                                                 | 95                                                 | 95                                                 |

## Stückzahlen
- Ferrari 348 TB: 2.894
- Ferrari 348 TS: 4.228

- Ferrari 348 GTB: 222
- Ferrari 348 GTS: 218

- Ferrari 348 Spider: 1.146
- Ferrari 348 GT Competizione: 56

## Bildergalerie

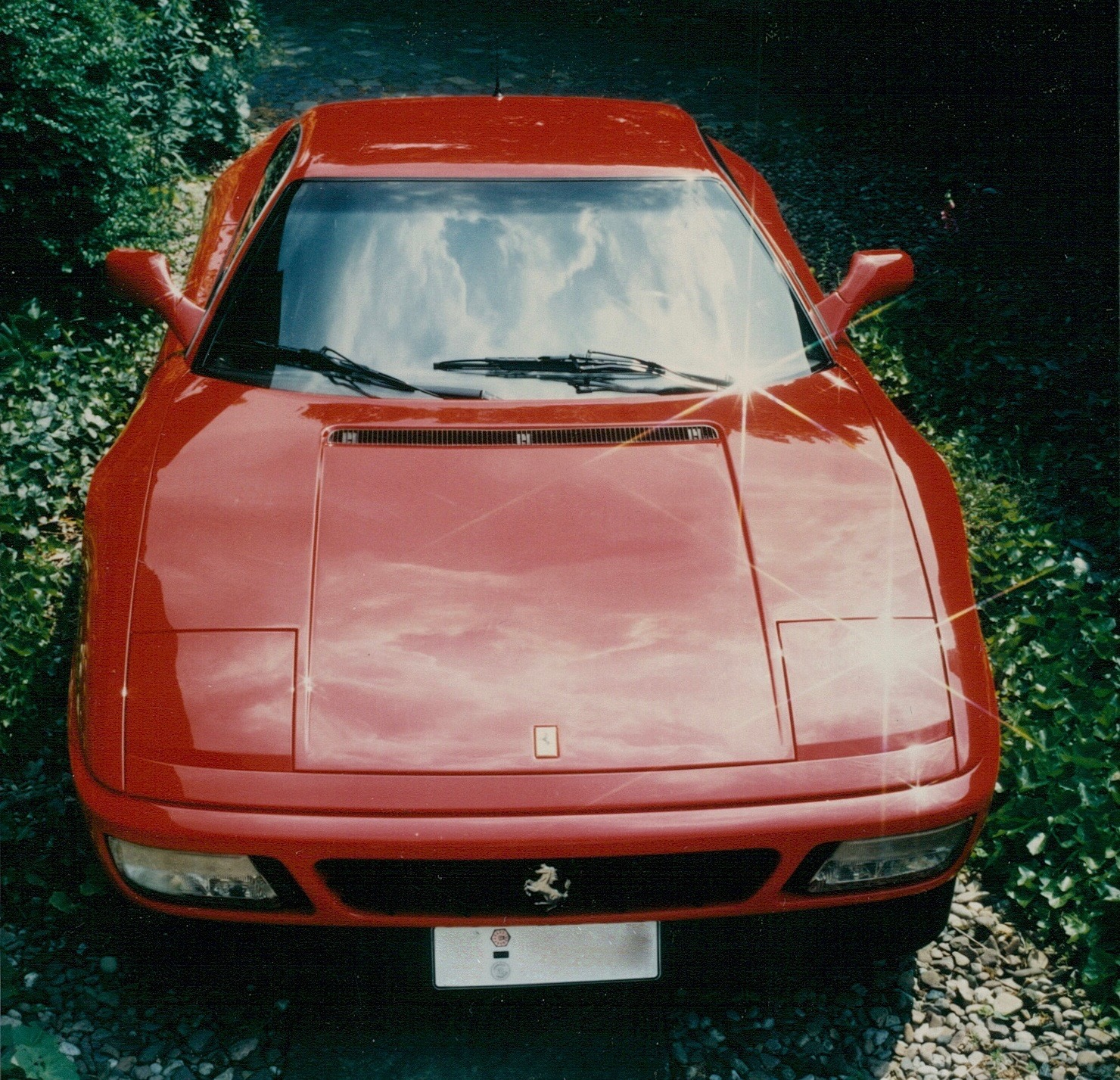
Ferrari 348 TB
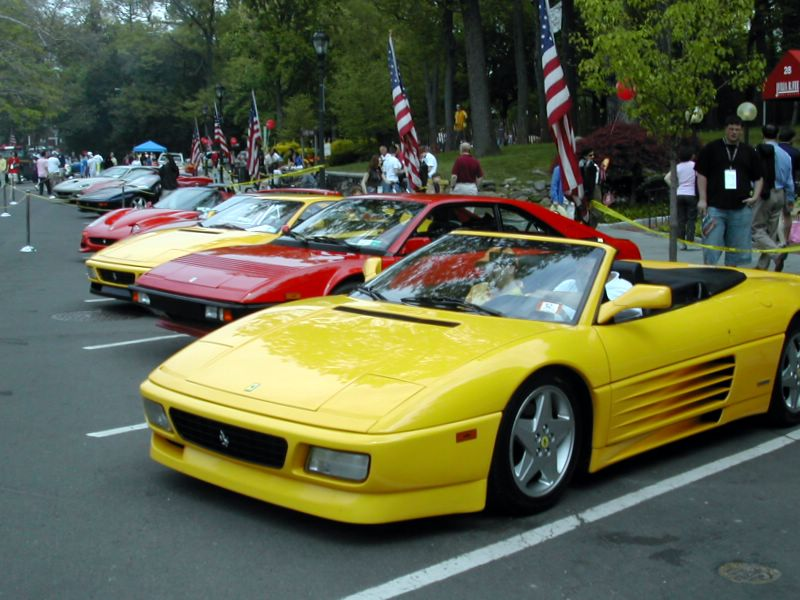
Ferrari 348 Spider
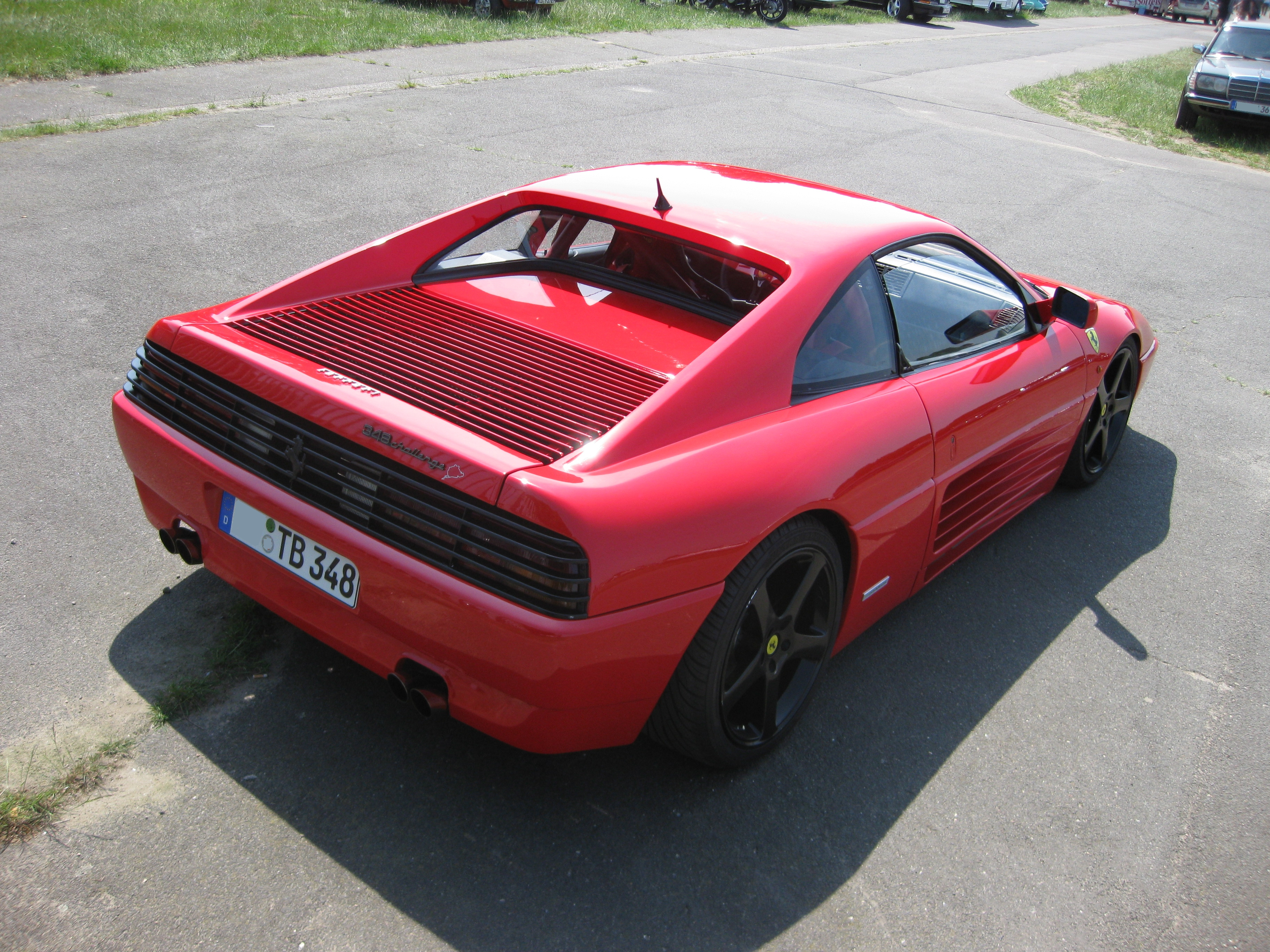
Ferrari 348 Challenge
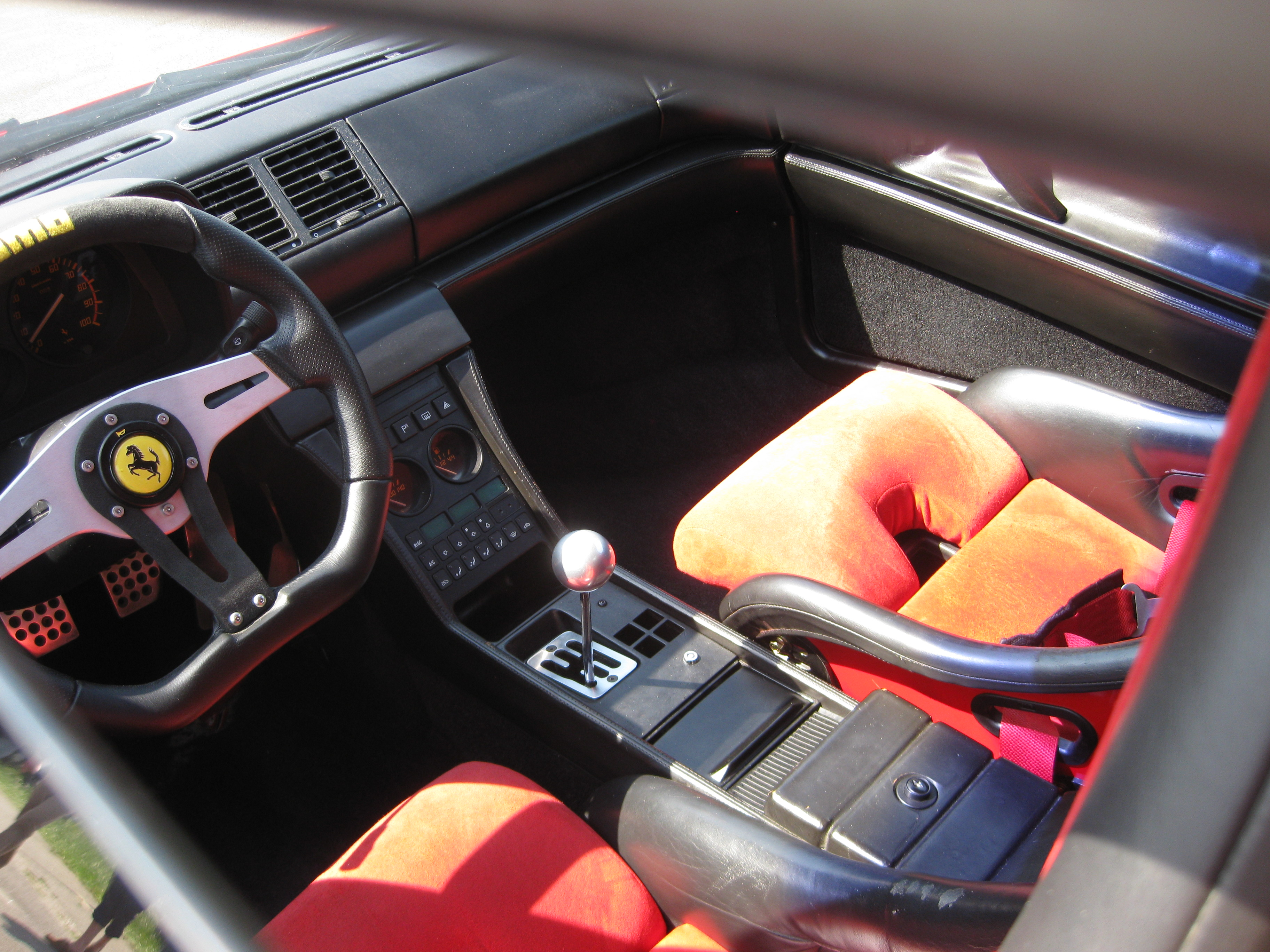
Cockpitansicht des Challenge
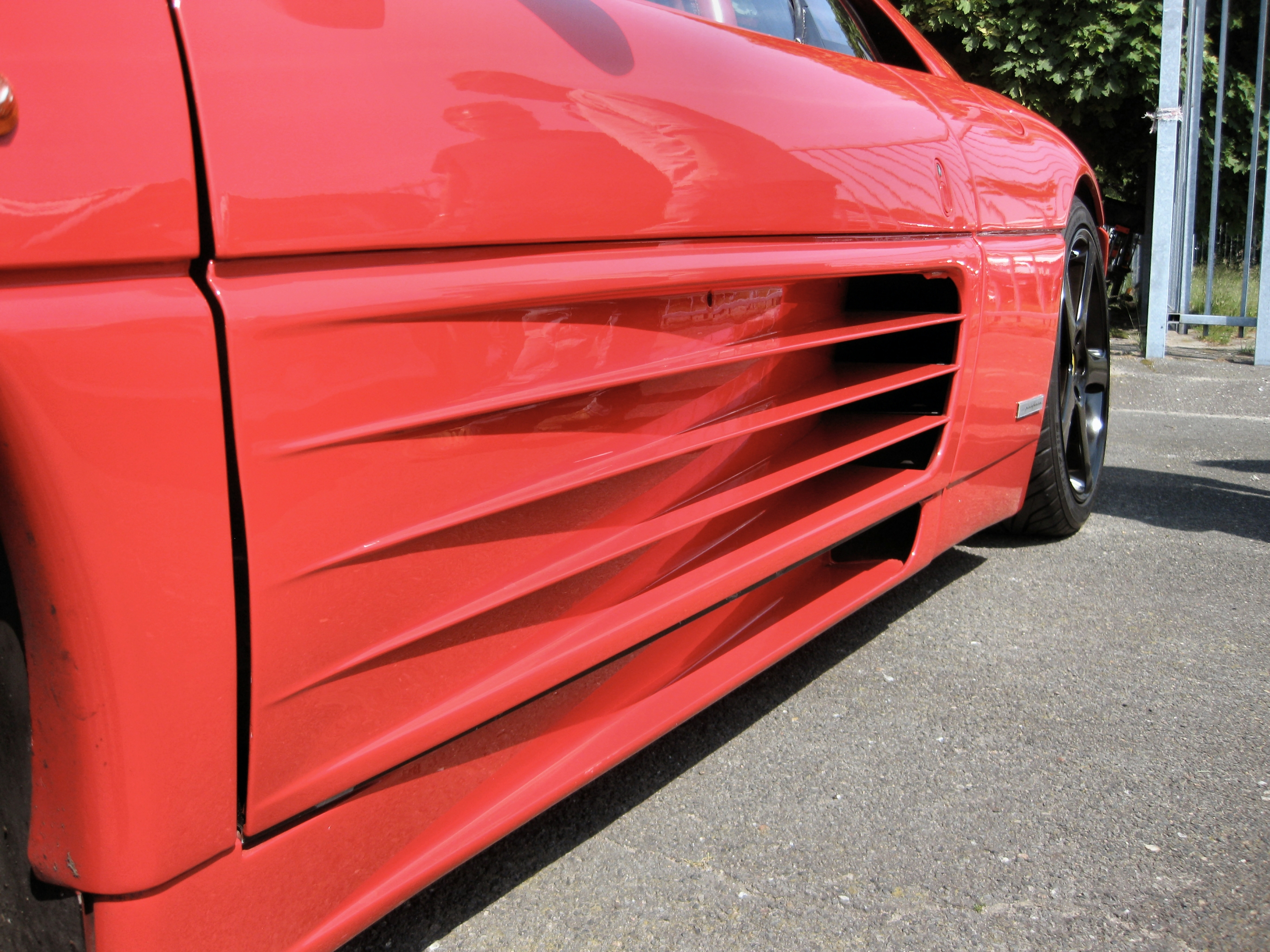
Lufteinlässe in den Türen
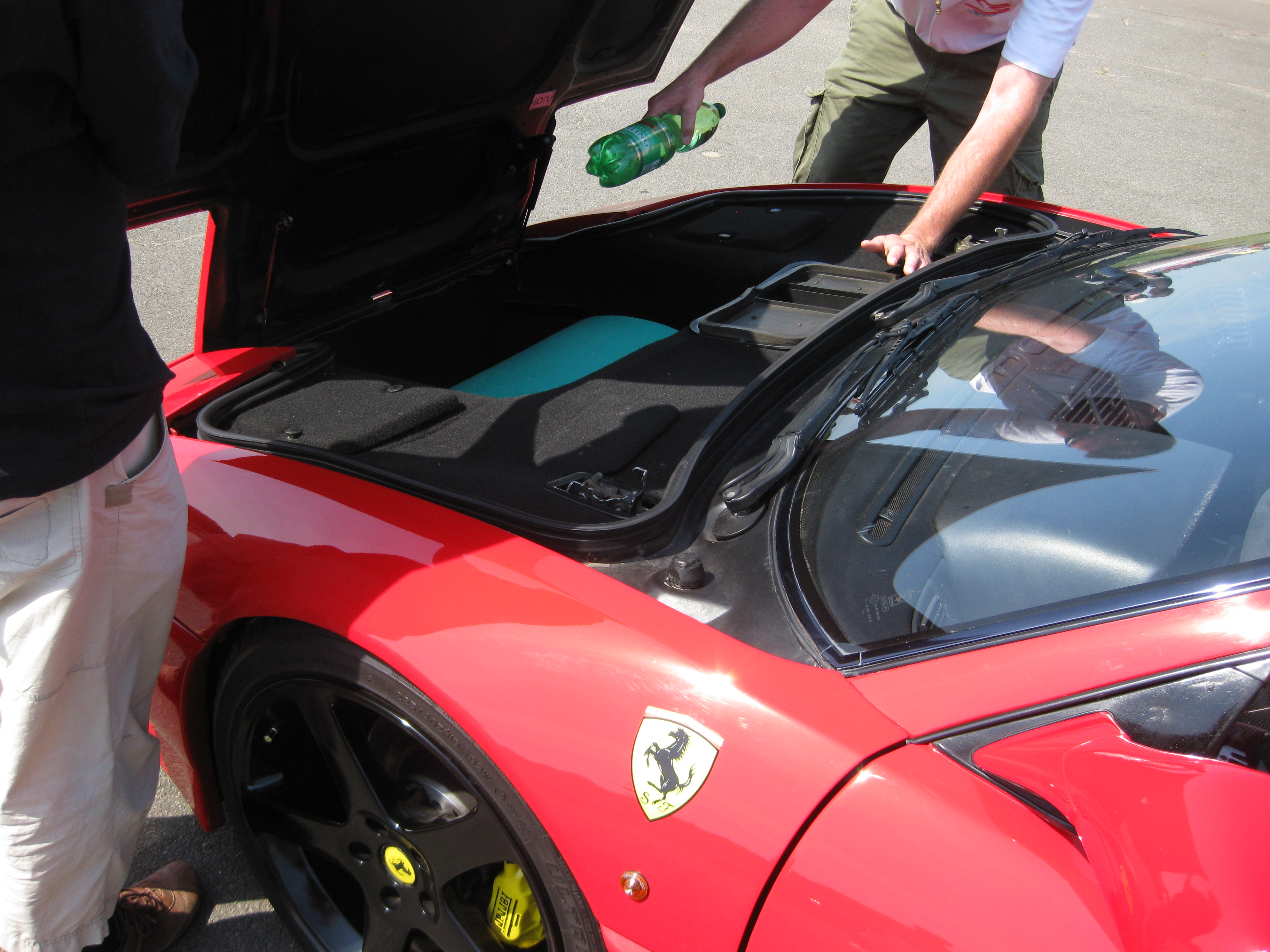
Kofferraum eines F348 TB
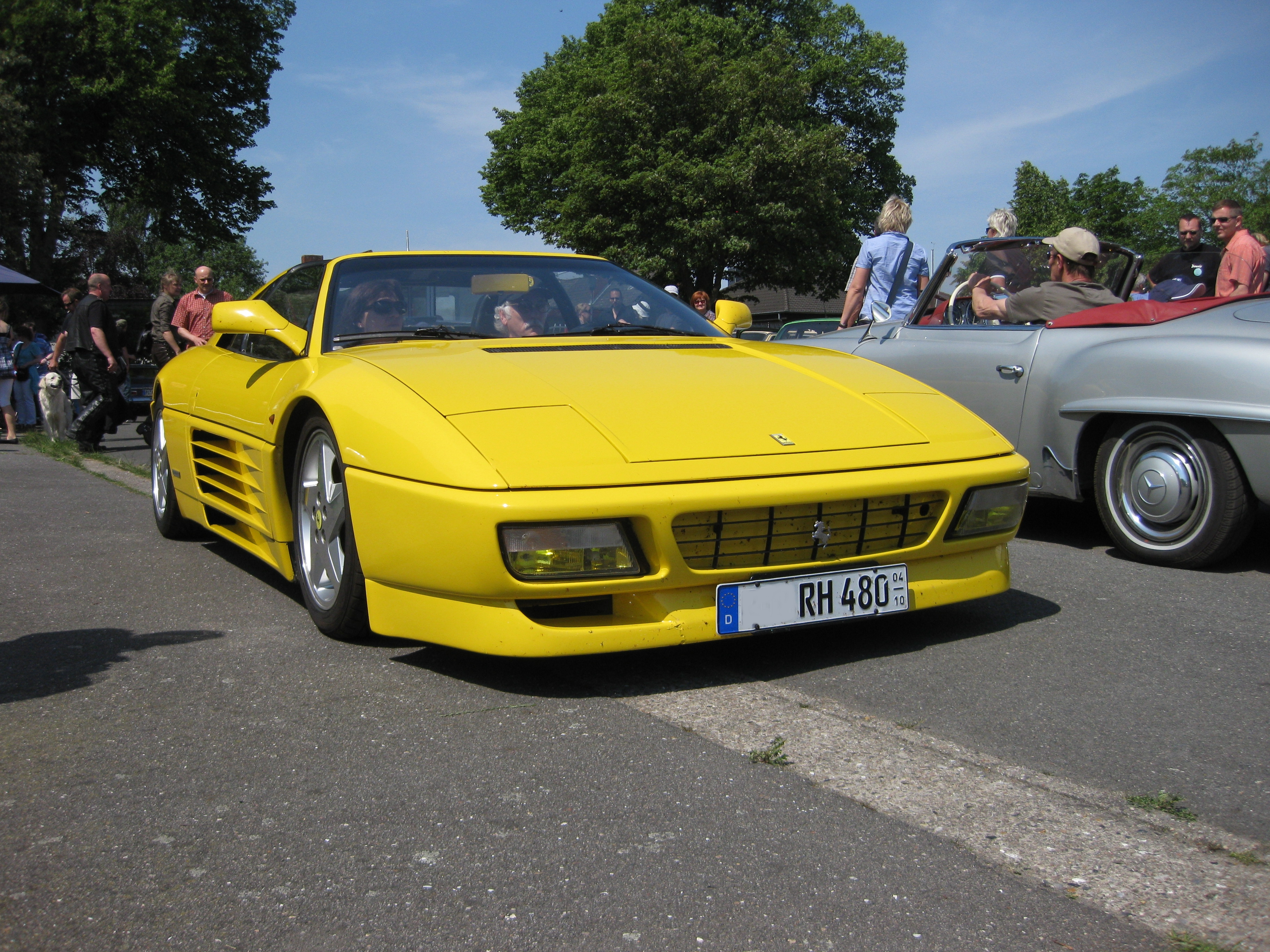
Ferrari F348 TS
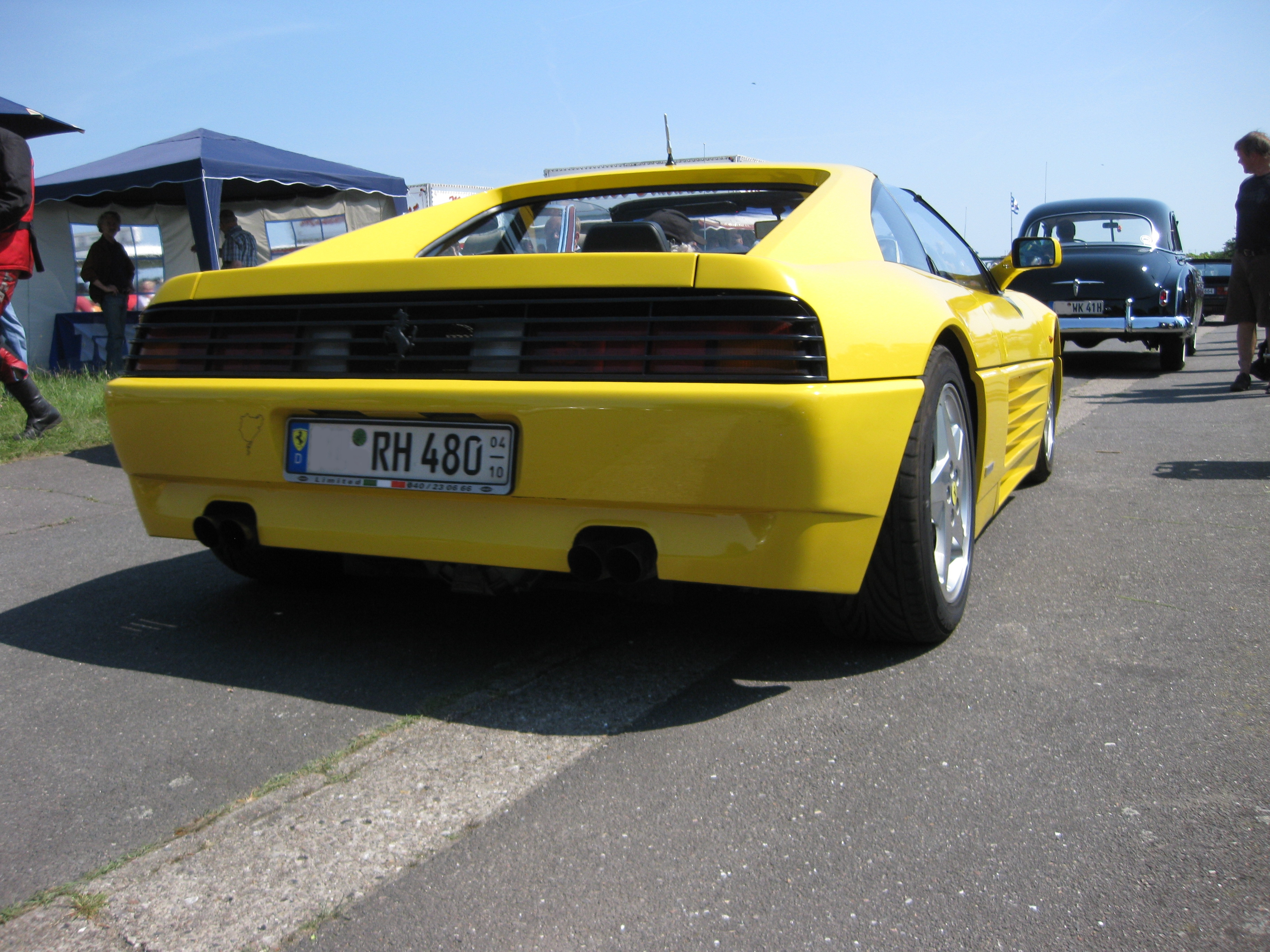
Ferrari F348 TS